# Питтоподобные муравьеловки
Питтоподобные муравьеловки (лат. Formicarius) — род воробьиных птиц из семейства муравьеловковых.

## Распространение
Обитают в тропиках Нового Света. Ареал простирается от южной части Мексики через Центральную Америку до северной части Южной Америки.

## Общие сведения
Лесные насекомоядные птицы. Питаются муравьями и другими насекомыми.

## Виды
В состав рода включают 6 видов:
- Formicarius analis (D’Orbigny et Lafresnaye, 1837) — Чернолицая питтоподобная муравьеловка
- Formicarius colma Boddaert, 1783 — Красношапочная питтоподобная муравьеловка
- Formicarius nigricapillus Ridgway, 1893 — Черноголовая питтоподобная муравьеловка
- Formicarius rufifrons Blake, 1957 — Краснолобая питтоподобная муравьеловка
- Formicarius rufipectus Salvin, 1866 — Рыжегрудая питтоподобная муравьеловка